# Winthemia datanae
Winthemia datanae är en tvåvingeart som först beskrevs av Townsend 1892.  Winthemia datanae ingår i släktet Winthemia och familjen parasitflugor. Inga underarter finns listade i Catalogue of Life.